# Иван Михайлов (генерал)
Вижте пояснителната страница за други личности с името Иван Михайлов.
Иван Михайлов Попов е български политик, военен и държавен деец. Активист на Българската комунистическа партия, дълги години член на Политбюро на ЦК на БКП, министър на народната отбрана (1958 – 1962).

## Биография
Роден е в гр. Фердинанд (дн. Монтана) на 22 февруари 1897 година. По-големият му брат е известният комунистически деец Христо Михайлов, на когото по-късно е наречен гр. Фердинанд – Михайловград.
Иван завършва врачанската мъжка гимназия през 1916 г. От септември 1916 г. отбива редовна военна служба във Враца, по време на която е преведен в Школата за запасни подпоручици в Княжево, София. През май 1918 г. е произведен в чин подпоручик, а от август е назначен за началник на звукометричната команда в 16-и артилерийски полк от 3-та пехотна балканска дивизия. Завършва висше юридическо образование през 1921 г. и стажува в Ломския окръжен съд. Работи като адвокат в адвокатската кантора на Замфир Попов и Исай Иванчев в гр. Фердинанд.

### Политическа дейност в България до 1925 г.
Член на БРСДП (т.с.) от 1919 г. Участва активно в подготовката на Септемврийското въстание от 1923 г. в родния си край, по време на което е въстанически командир. Емигрира в Югославия след поражението на въстанието, осъден е задочно на 7 г. и 6 мес. лишаване от свобода по ЗЗД. През юни–септември 1925 г. работи нелегално в България за възстановяване на партийните и военни организации на БКП. Осъден е на смърт по ЗЗД на 14 септември 1925 г. Заминава за Москва по решение на Задграничното бюро на БКП.

### В СССР от 1925 до 1945 г.
През 1925 – 1930 г. е слушател във Военно-техническата академия „Ф. Е. Дзержински“ в Ленинград, която завършва като „инженер-артилерист“ със специалност „балистика“. Стажува в 11-и артилерийски полк в Ленинград. Служи от 1931 г. до 1939 г. в Главното артилерийско управление на Съветската армия. От 1939 до 1945 г. е на служба в Тамбовското артилерийско техническо училище като старши преподавател и началник на учебния отдел. Произведен в звание „инженер-полковник“ през 1944 г. Награден с орден „Червена звезда“, 29 март 1944 г. Освободен от Съветската армия на 26 юни 1945 г.

### В България след Втората световна война
Иван Михайлов Попов пристига в България на 16 юли 1945 г. като полковник от съветската армия. На 15 август 1945 г. е назначен за началник на Оръжейния отдел на Генералния щаб на Министерството на войната и е произведен в звание „генерал-майор“. През 1947 г. е назначен за първи командващ на българската артилерия в новосъздаденото Командване на артилерията при Министерството на народната отбрана. През 1950 г. е назначен за заместник-министър на народната отбрана и на 9 февруари същата година е произведен в звание „генерал-лейтенант“. От 1951 г. е член на Главния военен съвет.
Избиран е от Народното събрание за подпредседател, впоследствие за заместник-председател на Министерския съвет непрекъснато, във всички правителства от 4 януари 1951 до 9 юли 1971 г., като през периода е заемал и длъжностите:
- министър на транспорта и съобщенията от 01.02.1957 до 09.06.1958 г.,
- председател на Комитета по мирното използване на атомната енергия от 1957 до 1959 г.[3]
- министър на народната отбрана от 09.06.1958 до 17.03.1962 г.,
- началник на Гражданската отбрана от 09.06.1962 до 1971 г.,
- заместник-председател на Държавния комитет на отбраната от 1957 до 1973 г.

Член е и на новосъздадения висш държавен орган Държавен съвет на Народна република България от 8 юли 1971 до 18 юни 1981 г.

### Военни звания и отличия
- подпоручик (ШЗО) от българската армия – от 1918
- артилерист-инженер I ранг от съветската армия – от 1930
- Полковник-инженер от съветската армия – от 1944
- генерал-майор от българската армия – от 15 август 1945 г.
- генерал-лейтенант от българската армия – от 9 февруари 1950 г.
- генерал-полковник от българската армия – от 30 май 1951 г.
- армейски генерал от българската армия – от 22 септември 1954 г.[4]
- Връчено му е военно отличие „Маршалска звезда“ за армейски генерал – 08.05.1978 г.

### Правителствени награди
- Звание Герой на Народна република България – 06.03.1967 г.
- Звание Герой на социалистическия труд – 06.03.1962 г.
- Орден Г. Димитров – 1955, 1957, 1959, 1962, 1967, 1972, 1977 г.[5]
- Орден „Народна република България“ I степен, април 1950
- Орден „Ленин“ – 05.03.1977 г.